# Ачалда
Ачалда (англ. Achhalda, хинди अछल्दा) — город на севере Индии, в штате Уттар-Прадеш, в округе Аурайя.

## География
Город находится в 15 км к юго-западу от города Бидхуна, к северо-западу от Дибиапура, на высоте 134 метра над уровнем моря.

## Демография
По данным официальной переписи 2001 года численность населения города составляла 8361 человек, из них 4446 мужчин и 3915 женщин. Уровень грамотности населения города составляет 70 %, что выше, чем средний по стране показатель 59,5 %. Уровень грамотности среди мужчин — 58 %, среди женщин — 42 %. Доля лиц в возрасте младше 6 лет — 15 %.

## Транспорт
В Ачалда имеется железнодорожная станция на линии Дели — Хаора.